# Gordon Beckham
Pour les articles homonymes, voir Beckham.
James Gordon Beckham (né le 16 septembre 1986 à Atlanta, Géorgie, États-Unis) est un ancien joueur de champ intérieur de la Ligue majeure de baseball.

## Carrière
Joueur des Bulldogs de l'université de Géorgie, Gordon Beckham frappe 53 coups de circuit au cours de sa carrière universitaire ; c'est le record pour les Bulldogs, avec lesquels il est finaliste des College World Series 2008.
Gordon Beckham est repêché en juin 2008 par les White Sox de Chicago au premier tour de sélection (8e choix). Il débute en Ligue majeure le 4 juin 2009. Il présente une moyenne au bâton de ,270 en 103 matchs à sa première année, avec 14 coups de circuit et 63 points produits. Après sa belle saison 2009, Beckham est désigné recrue de l'année en Ligue américaine par The Sporting News, mais le baseball majeur octroie plutôt son titre de recrue de l'année à Andrew Bailey des A's d'Oakland.
Jouant au troisième but à sa première saison chez les White Sox, Beckham devient joueur de deuxième but à partir de la saison 2010. Il fait suite à une bonne première année par deux saisons où ses statistiques offensives sont à la baisse. En 2010, il frappe 9 circuits et produit 49 points en 131 parties avec une moyenne au bâton de ,252. En 2011, il déçoit en attaque avec ses 10 circuits, 44 points produits et ,230 de moyenne au bâton en 150 matchs.
De son entrée dans les majeures en 2009 jusqu'à son départ de Chicago en 2014, les performances offensives de Beckham sont inégales et il ne répond jamais véritablement aux espoirs placés en lui en début de carrière.
Le 21 août 2014, Chicago échange Beckham aux Angels de Los Angeles contre Yency Almonte, un lanceur droitier des ligues mineures. Il frappe pour ,268 avec deux circuits en 26 matchs pour les Angels, terminant sa saison 2014 avec 9 circuits, 44 points produits et une moyenne au bâton de ,226 en 127 matchs au total pour les deux clubs. Il fait ses débuts en séries éliminatoires en obtenant deux passages au bâton.
Le 28 janvier 2015, Beckham, devenu agent libre, retourne chez les White Sox, de qui il accepte un contrat d'un an.
Le 4 décembre 2015, Beckham signe avec les Braves d'Atlanta un contrat de 1,25 million de dollars pour une saison.

## Statistiques
| Saison | Équipe     | G   | AB  | R   | H   | 2B | 3B | HR | RBI | SB | BA   |
| ------ | ---------- | --- | --- | --- | --- | -- | -- | -- | --- | -- | ---- |
| 2009   | Chicago WS | 103 | 378 | 58  | 102 | 28 | 1  | 14 | 63  | 7  | .270 |
| 2010   | Chicago WS | 131 | 444 | 58  | 112 | 25 | 2  | 9  | 49  | 4  | .252 |
| Totaux | Totaux     | 234 | 822 | 116 | 214 | 53 | 3  | 23 | 112 | 11 | .260 |

Note : G = Matches joués ; AB = Passages au bâton; R = Points ; H = Coups sûrs ; 2B = Doubles ; 3B = Triples ; 
HR = Coup de circuit ; RBI = Points produits ; SB = Buts volés ; BA = Moyenne au bâton.